# А бяхме млади
„А бяхме млади“ е български игрален филм (драма) от 1961 година, която засяга недоверието в нелегалните комунистически структури в годините на Втората световна война.
Сюжетът се върти около влюбена двойка, която членува в ремсова група. Заради идеите на революцията те са изправени пред избора: да загинат или да предадат другарите си.
Дебютен филм на режисьора Бинка Желязкова.

## Състав

### Актьорски състав
| Изпълнител            | Роля                |
| --------------------- | ------------------- |
| Димитър Буйнозов      | Димо                |
| Румяна Карабелова     | Веска               |
| Людмила Чешмеджиева   | Цвета               |
| Георги Георгиев – Гец | Младен              |
| Емилия Радева         | Надя                |
| Анани Явашев          | Славчо              |
| Георги Наумов         |                     |
| Иван Трифонов         |                     |
| Димитър Панов         |                     |
| Иван Братанов         |                     |
| Дора Стоянова         |                     |
| Татяна Лолова         | момичето с джувката |

### Творчески и технически екип
| Режисьор           | Бинка Желязкова                                          |
| Сценарий           | Христо Ганев                                             |
| Оператор           | Васил Холиолчев                                          |
| Художник           | Симеон Халачев                                           |
| Музика             | Симеон Пиронков                                          |
| Звукоопратор       | Николай Попов                                            |
| Грим               | Кирил Траянов                                            |
| Монтаж             | Цветана Томова                                           |
| Костюми            | Невена Балтова                                           |
| Архитект           | Невена Балтова                                           |
| Асистент-режисьори | Брайко Попов Петър Баталов                               |
| Помощник-режисьор  | Милка Сиракова                                           |
| Втори оператор     | Емил Вагенщайн                                           |
| Асистент-оператор  | Арис Икономидис                                          |
| Комбинирани снимки | Оператор Симеон Симеонов Художник Стоян Кьосовски        |
| Солисти на балета  | Красимира Колдамова Ичко Лазаров                         |
| Музиката изпълнява | Софийската държавна филхармония Диригент Симеон Пиронков |
| Директор           | Атанас Пападопулос                                       |
| Производство       | Студия за игрални филми – София /Copyright © 1961/       |

## Награди
- „Златен медал“ от Международния кинофестивал в (Москва, 1961).
- „Златна роза“, „Първа награда за операторска работа“ на Васил Холиолчев, (Варна, 1961).
- „Златна роза“, „Първа награда за женска роля“ на Людмила Чешмеджиева, (Варна, 1961).
- „Награда за операторска работа“, (Прага, Чехословакия, 1961).
- „Първа награда“ „Старите обувки“ от Международния кинофестивал в (Картахена, Колумбия, 1964).